# Marius Tigoianu
Marius Tigoianu (n. 29 noiembrie 1988, Râmnicu Sărat, România) este un jucător de fotbal român, în prezent legitimat la CSM Râmnicu Sărat.